# De Besche
de Besche är en svensk adlig ätt av nederländskt ursprung. Släkten är framför allt känd som bruksägare på 1600-talet. Den ursprungliga stavningen är de Besche men även stavning med inledande versal bokstav i namnpartikeln (De Besche) förekommer.
Stamfadern Gillis de Besche inflyttade omkring år 1600 till Sverige, dit hans fyra söner redan förut begivit sig, för att undgå den religionsförföljelse som protestanterna utsattes för. Han var gift med en släkting vid namn Helena de Besche. Genealogen Gabriel Anrep uppger att släkten tillhörde adeln i Nederländerna. Sönerna som inkommit före honom hade inkallats av Karl IX  för att gynna den svenska arkitekturen och bergs- och järnbruken och var redan mycket förmögna när de anlände.
Gillis och Helena de Besche hade fyra söner. Äldste sonen Wilhelm (1572-1647) anlade flera järn- och mässingsbruk, bland annat i Norrköping, och var disponent på Finspångs bruk. Med sin fjärde hustru Maria Roschette fick han sin ende son, Carl De Besche som 1664 adlades för sin faders förtjänster, varmed hans namn började stavas med versal, De Besche. Hans ätt introducerades år 1668 på nummer 763, men han fick ingen son som förde ätten vidare på svärdssidan. Hans hustru var dotter till Louis De Geer. Bara en dotter gifte sig, Adriana, vars förste make var en Mannersköld och den andre var ryttmästaren Otto Reinhold Bock af Näs, död 1704 i Näs Åtvidaberg.
Den andre sonen, Gillis (1579-1648) var bosatt i Nyköping och gift med Sara Persdotter Dionysia. Deras som Wilhelm var bruksdisponent, och gift med en dotter till Elisabeth Danckwardt. Deras son överstelöjtnant Emanuel naturaliserades som svensk adelsman år 1692 och introducerades på nummer 1300. Alla hans barn avled unga och han slöt själv sin ätt. Denne Emanuel De Besche fångades vid slaget vid Poltava, men frisläpptes efter fredsslutet.
Den tredje sonen Hubert (1582-1658) var bruksdisponent och byggmästare, anlade flera järn- och mässingsverk och började gjuta kanoner vid Nävekvarns bruk.  Från 1613 var han byggmästare på Stockholms slott. 1613–19 uppförde han Tyska kyrkans torn i Stockholm, vilket förstördes av eld 1878. Han införde i Sverige styckgjutarekonsten och anlade järn- och mässingsverk. Han förde ett eget vapen, dock inte det traditionella vapnet för släkten, utan ett med tre fiskar. Hans son Gillis de Besche d.y. naturaliserades som svensk adelsman år 1692 och introducerades året därefter på nummer 1253. Hans första hustru var änka efter hans kusin. Denna gren av ätten skrev sig till Nävekvarn. En gren av denna ätt introducerades på Finlands riddarhus.
Den fjärde och yngste sonen Gerhard (1585-1656) var främst verksam som byggmästare. Han erhöll 1613 av Gustaf Adolf uppdrag att uppföra de nedbrunna tornspetsarna till Uppsala domkyrka, varefter han fick konungens fullmakt som kunglig arkitekt. Någon tid därefter uppbyggde för kronans räkning Forsmarks och Berkinge järnbruk i Roslagen. Han konverterade från reformerta till lutherska kyrkan på sin ålderdom. Hans två söner med Margareta von Emersen naturaliserades som svenska adelsmän 1678, och introducerades på nummer 944. Denna ätt fortlever i Sverige med den ene brodern bruksherren Georg de Besche, som var gift med Althéa Bothler från Amsterdam.  Äldsta dottern blev stammoder för den friherreliga ätten Grundel nr 174 genom sitt äktenskap med landshövding Jacob Grundel. Ättegrenen fortlevde med den ende sonen Georg De Besche som blev brukspatron på Forsmarks bruk efter fadern. Familjeförmögenheten gick förlorad när ryssarna år 1719 brände Forsmark och en brand bröt ut i Stockholm, men han lyckades uppbygga Forsmark igen dock inte utan att en stor del av välståndet försvunnit. Ätten var därefter främst verksam inom militären fram till 1800-talet.

## Personer med namnet de Besche
- Arent de Besche (1878–1945), norsk läkare
- Daniel de Besche (1648-1695), militär
- Georg de Besche – flera personer
  - Georg Johan De Besche (1754–1814), överste, hovmarskalk och ståthållare
- Gerard de Besche (1585–1656), arkitekt
- Gillis de Besche den äldre (1579–1648), arkitekt och industriman
- Gillis de Besche den yngre (1624–1709), bruksidkare
- Hubert de Besche den äldre (1582–1624), byggmästare
- Hubert de Besche (1911–1997), diplomat och ambassadör
- Johan Gerhard de Besche (1821–1975), norsk läkare och tidningsman
- Oscar de Besche (1846–1909), norsk tidningsägare
- Willem de Besche (1573–1629), byggherre och bruksarrendator